# Alex Diehl
Alex Diehl (* 26. November 1987 in Traunstein) ist ein deutscher Musiker und Singer-Songwriter.

## Leben
Diehl lernte früh, verschiedene Instrumente zu spielen, unter anderem Schlagzeug, Gitarre und Klavier. Mit 12 Jahren gründete er seine erste Band. Er schrieb seine Texte zunächst in englischer Sprache, später dann auf Deutsch. Über die Jugendzeit bewegte er sich in verschiedenen Genres von Rock bis hin zum Jazz. Mit 17 Jahren fasste er den Entschluss, die Schule zu verlassen und meldete mit 18 Jahren ein Gewerbe als Musiker und Gitarrenlehrer an. Er spielte viele kleinere Konzerte in Clubs und Bars, gab Gitarrenunterricht und finanzierte sich damit seinen Lebensunterhalt.
Im Jahr 2011 schloss der Künstler seinen ersten Produzenten- und Managementvertrag ab. Im Januar 2013 organisierte er in Eigenregie ein Showcase in einem Jugendzentrum in Berlin-Marzahn. Kurz darauf konnte er einen Verlags- und Labelvertrag mit BMG Rights Management sowie Sony Music Entertainment abschließen. 2014 ging er nach Beendigung der Aufnahmen am Debüt-Album auf Promotiontour durch Deutschland. Es folgten Fernsehauftritte und Tourneen als Vorgruppe unter anderem mit Xavier Naidoo, Revolverheld, Andreas Gabalier und Laith Al-Deen. 2014 erschien das Album Ein Leben lang, mit dem Diehl auf Tournee ging.
Mit seinem Song Nur ein Lied, den er aufgrund der Terroranschläge am 13. November 2015 in Paris schrieb, mit einer Handykamera filmte und auf dem sozialen Netzwerk Facebook veröffentlichte, erreichte er in kurzer Zeit Millionen Menschen. Interviews für Print, TV- und Funkmedien, unter anderem RTL Television, der Bild und dem Radiosender Bayern 3 folgten.
Im November 2015 schloss Alex Diehl einen Plattenvertrag mit Universal Music Group für sein zweites Album ab. Im Dezember 2015 organisierte Bayern 3 eine Neuaufnahme des Liedes zusammen mit dem Münchner Rundfunkorchester. Am 25. Februar 2016 nahm Alex Diehl mit Nur ein Lied am Vorentscheid für den Eurovision Song Contest 2016, Unser Lied für Stockholm, teil und belegte den zweiten Platz.
2016 wurde Alex Diehl mit dem Sonderpreis für junge Liedermacher der Hanns-Seidel-Stiftung ausgezeichnet und trat an drei Tagen als Sonderpreisträger bei dem Liedermacher-Festival Songs an einem Sommerabend auf der Wiese vor Kloster Banz in Bad Staffelstein auf. Auf der Jubiläums-CD ist er mit Nur ein Lied und Silvester zu hören. Im April 2016 erschien sein zweites Studioalbum Bretter meiner Welt bei Universal Music und erreichte Platz 38 in den Charts. Im Oktober 2016 trat Alex Diehl als Gast von Peter Maffay im Rock-Musical Tabaluga auf.
Im September 2020 erschien das dritte Studioalbum Laut auf seinem eigenen Label Big Diehl Records im Vertrieb von Universal Music und erreichte Platz 68 in den offiziellen Charts. Die zugehörige Tour musste pandemiebedingt größtenteils verschoben werden.
Im Herbst 2021 veröffentlichte Alex Diehl seine EP Die Songs, die ich nie schreiben wollte mit dem zugehörigen Spoken Word Album Die Geschichten, die ich nie erzählen wollte auf seinem eigenen Label in Zusammenarbeit mit seinem aktuellen Management Dunstan Music.
2022 veröffentlichte Alex Diehl sein zweites Live-Album (Un)perfekt – Live und Akustisch, das in einer Live-Session in den Bauer Studios in Ludwigsburg aufgenommen wurde.
Im Oktober 2023 folgte sein Studioalbum Das ist keine Übung.

## Diskografie

### Studioalben
- 2014: Ein Leben lang
- 2016: Bretter meiner Welt
- 2020: Laut
- 2021: Die Songs, die ich nie schreiben wollte
- 2021: Die Geschichten, die ich nie erzählen wollte
- 2023: Das ist keine Übung

### Live
- 2015: Ein Leben lang Live
- 2022: (Un)perfekt – Live und Akustisch

### Singles
- 2014: Robin Hood
- 2014: Furchtlos
- 2015: Nur ein Lied
- 2016: In meiner Seele
- 2016: Silvester
- 2020: Meine Angst
- 2020: Stein um Stein
- 2020: David & Goliath
- 2020: Wieder am Leben
- 2021: Alt, kaputt und grau
- 2021: Für immer mein
- 2021: Heim
- 2021: Ewigkeit
- 2021: Lieb mich!

## Auszeichnungen
- smago! Award
  - 2014: in der Kategorie Entdeckung und Live-Sänger des Jahres